# Millstreet
Millstreet (Iers: Sráid an Mhuilinn) is een stadje (town) met ongeveer 1.400 inwoners in het noorden van het graafschap Cork, Ierland. Sinds 1985 is de stad verbonden met de plaats Pommerit-le-Vicomte in Bretagne, Frankrijk.

## Ligging
De plaats bevindt zich aan de voet van de Clara Mountain, tussen de Derrynasaggart Mountains en de Boggeragh Mountains. De rivier Blackwater stroomt niet ver ten noorden van Millstreet. In de buurt van de plaats zijn er diverse kleine meren. Zo bevindt zich ten zuiden van Millstreet, op ongeveer tien minuten rijden en tien minuten te voet het Coomeenatrush-meer. Er is een waterval die na hevige regenval spectaculair kan zijn. Iets minder toegankelijk zijn de Gortavehy- en Murtagh-meren ten westen van Millstreet. Ten slotte is er het Kippagh-meer.

## Bevolking
Millstreet heeft ongeveer 1.400 inwoners, de omringende agrarische gebieden nog eens 3.000. Van de inwoners van Millstreet heeft ca. 14% de Poolse nationaliteit, relatief het hoogste aantal in Ierland.

## Geschiedenis
Milstreet groeide fors in de 18e eeuw, rond de kleine molen aan de stationsstraat en werd het centrum van het parochiale leven. Naarmate de plaats groeide, werd het meer en meer het centrum van marktactiviteiten hetgeen tot verdere groei leidde.

## Bezienswaardigheden en voorzieningen
In Millstreet bevindt zich de kerk van Sint Patrick, de patroonheilige van Ierland. Ierland kent een museum en een stadspark. Nabij de plaats bevindt zich Drisbane Castle, een 550 jaar oud kasteel. Op ongeveer 1,5 km van de plaats bevindt zich Tubrid Well, een grote heilige bron. Zeer bekend is de Green Glens Arena met zijn Equestrian Centre.

## Green Glens Arena
De Green Glens Arena is een in Millstreet gelegen publieke recreatievoorziening. Er is 21 hectare buitenterrein bedoeld voor paardensportevenementen en een binnen- of "indoor"-arena met een oppervlakte van 80 bij 40 meter. Deze binnenarena heeft een capaciteit voor 8.000 bezoekers en is daarmee geschikt voor grote evenementen.

### Eurovisiesongfestival 1993
De Green Glens Arena in Millstreet was het toneel van het Eurovisiesongfestival 1993 nadat Ierland de overwinning had behaald op het festival van 1992 en het festival daardoor in 1993 mocht organiseren. Het kleine Millstreet mocht de delegaties van de 25 deelnemende landen van het internationale festival begroeten. De door Fionnuala Sweeney gepresenteerde liedjeswedstrijd werd op 15 mei 1993 rechtstreeks uitgezonden door de Ierse publieke zender RTE en daarmee bereikte de uitzending uit Millstreet een publiek van 350 miljoen kijkers. De winnaar in Millstreet was opnieuw Ierland, met het nummer In Your Eyes uitgevoerd door Niamh Kavanagh.

### Andere evenementen
In Green Glens vonden en vinden er naast het songfestival diverse andere publieksevenementen plaats die veel ruimte benodigen. Voorbeelden zijn schoonspringen, muziekfestivals, concerten, caravan-bijeenkomsten, nationale zuivelshows, Disney on Ice, bokswedstrijden, een Europese jongleer-conventie, gymkhana en andere.